# Mai 1831

## Événements

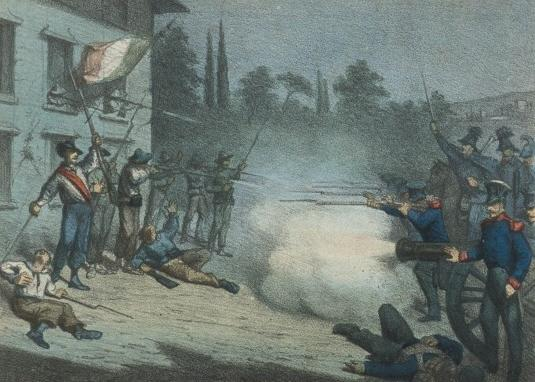
23 mai : exécution de Ciro Menotti, anonyme, 1887

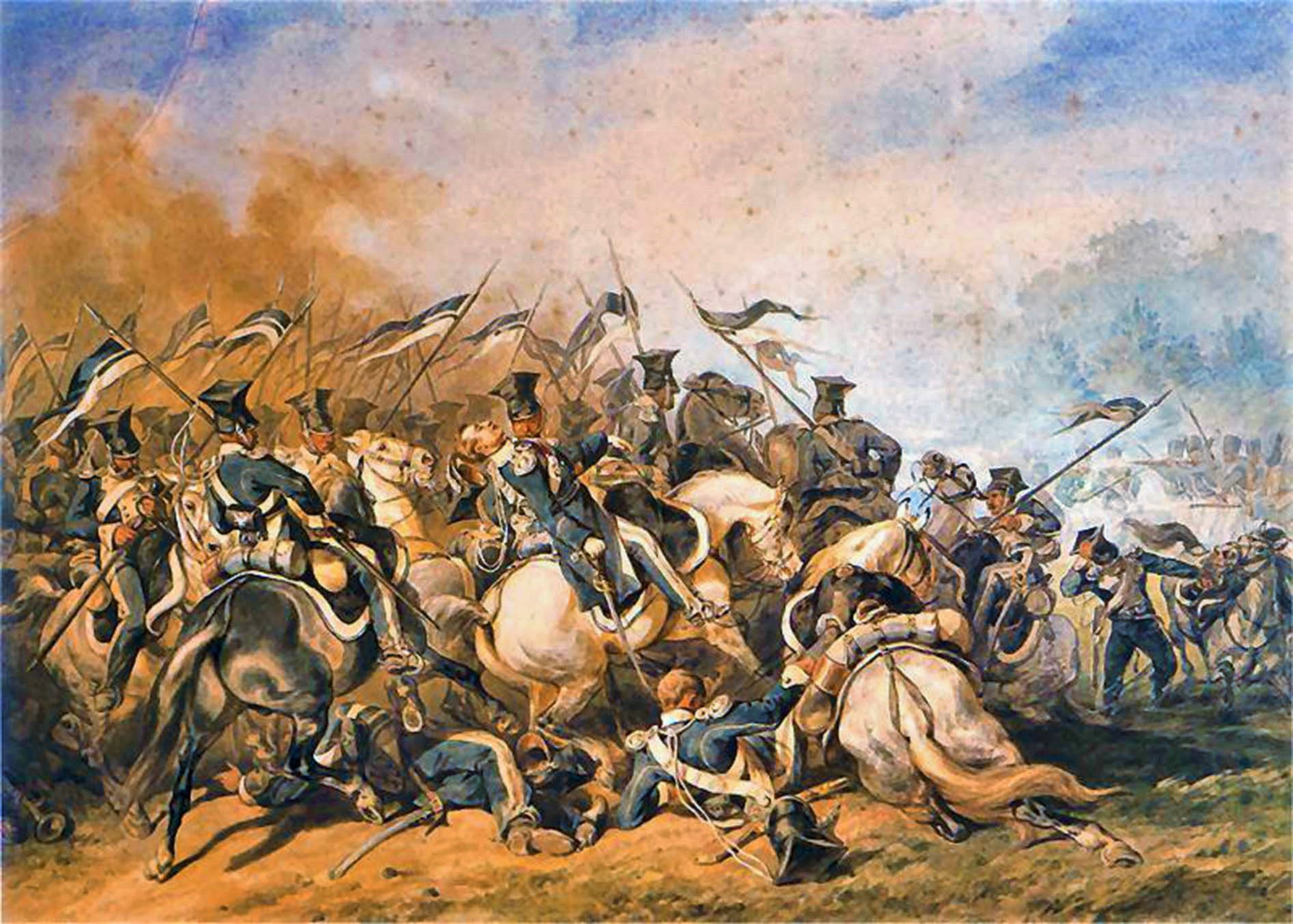
26 mai : bataille d'Ostroléka

- 2e quinzaine de mai, France : voyage de Louis-Philippe en Normandie et en Picardie. Le roi est de retour à Saint-Cloud le 28.
- Fin mai : accord entre la France et les États-Unis d’Amérique concernant l’indemnisation des dommages causés par les corsaires français pendant les guerres napoléoniennes.

- 3 mai, France : première représentation du drame d'Alexandre Dumas Antony qui remporte un succès spectaculaire.

- 4 mai : Le Cabinet de lecture publie la cafetière, premier conte fantastique de Théophile Gautier.

- 5 mai : manifestation bonapartiste à Paris. Émeute place Vendôme, en faveur de la reine Hortense, au cri de "Vive l'Empereur !" À la suite, la statue de Napoléon sera remise à son sommet.

- 9 mai : Tocqueville et Beaumont arrivent à Newport (Rhode Island) puis gagnent New York et y résident jusqu'au 30 juin. Ils visitent la prison de Sing Sing, où ils passent plusieurs jours.

- 9 et 10 mai, France : après un banquet bonapartiste aux Vendanges de Bourgogne (au Temple), rassemblements et manifestations place Vendôme.

- 21 mai : démarche commune de la France, de l'Autriche, de la Grande-Bretagne, de la Prusse et de la Russie pour inviter le pape à faire des réformes nécessaires dans ses États. Il en résulte des édits papaux (5 juillet, 5 et 31 octobre, 4 et 5 novembre 1831). Puis le pape se lance dans une politique de répression avec l'appui de l'Autriche[1].

- 23 mai, Italie : le leader républicain Ciro Menotti est exécuté à Modène.

- 23 mai - 13 octobre : séjour de Chateaubriand à Genève.

- 26 mai : défaite des nationalistes polonais, affaiblis par le choléra, à Ostroléka.

- 28 mai : décès de l'abbé Grégoire, militant pour l’abolition de l’esclavage.

- 31 mai, France : ordonnance prononçant la dissolution de la Chambre des députés et fixant les élections au 5 juillet et la réunion des Chambres au 9 août.

## Naissances
- 15 mai : 
  - Gaston de Buisseret Steenbecque de Blarenghien (mort en 1888), homme politique belge.
  - Édouard-Alphonse Dupont (mort en 1857), peintre français.
- 16 mai : David Edward Hughes (mort en 1900), ingénieur britannique.
- 20 mai : Jean Baptiste Désiré Beauvais (décédé le  5 septembre 1896), entrepreneur danois.

## Décès
- 28 mai : L’abbé Grégoire, militant pour l’abolition de l’esclavage.